# Stora Törnlundsgöl
Stora Törnlundsgöl är en sjö i Askersunds kommun i Närke och ingår i Motala ströms huvudavrinningsområde.